# Animal social

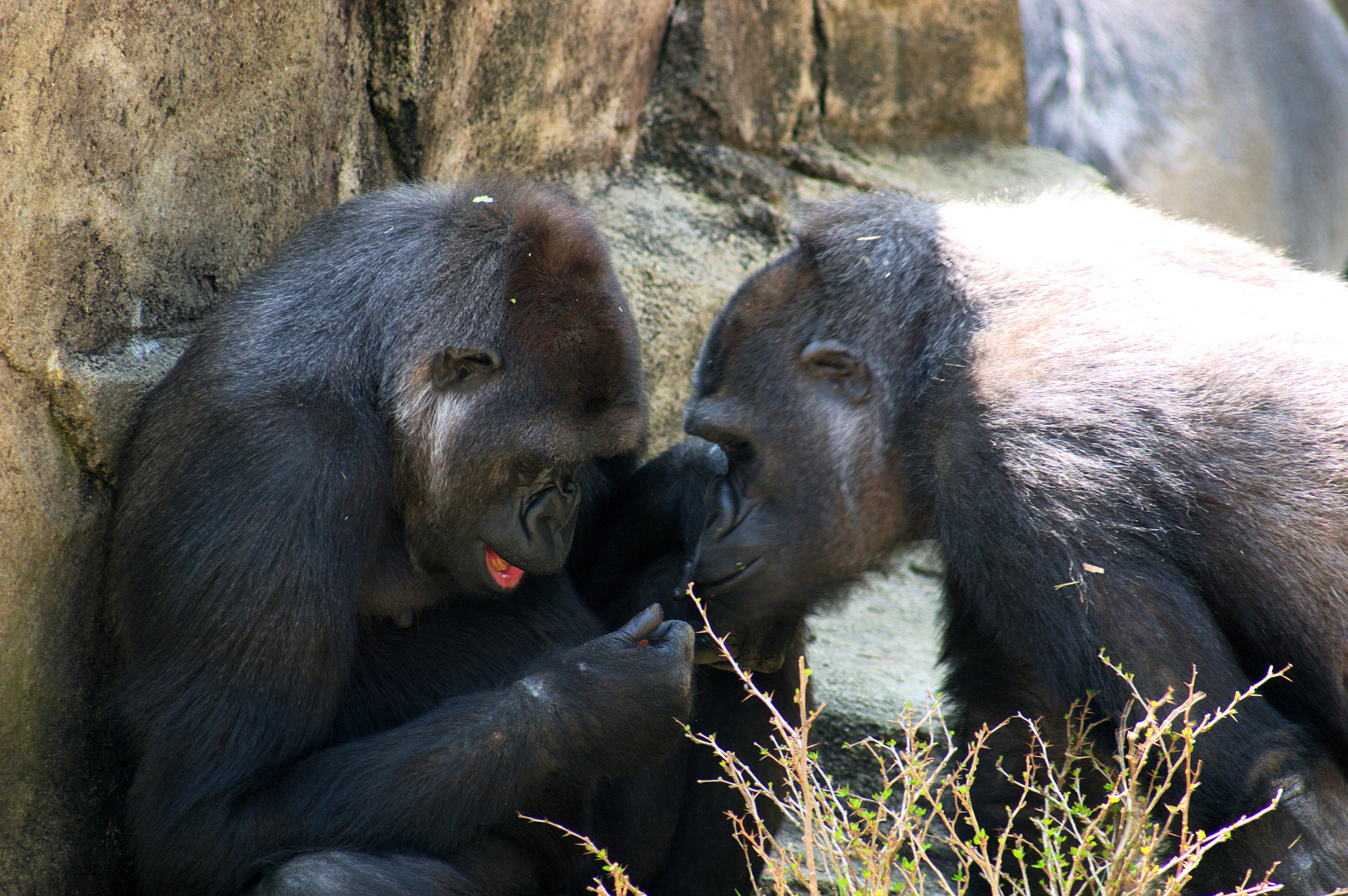
Gorilas y otros primates destacan por lo complejo de sus estructuras sociales.

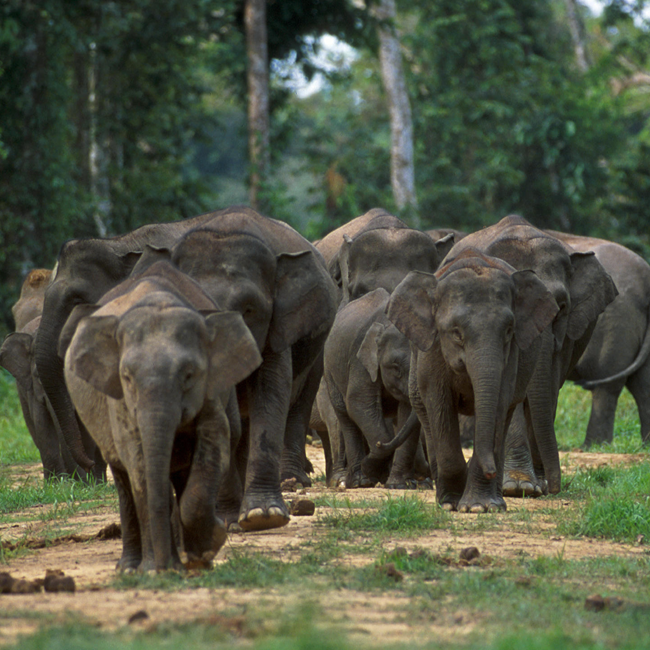
Las hembras elefante viven en grupos estables.

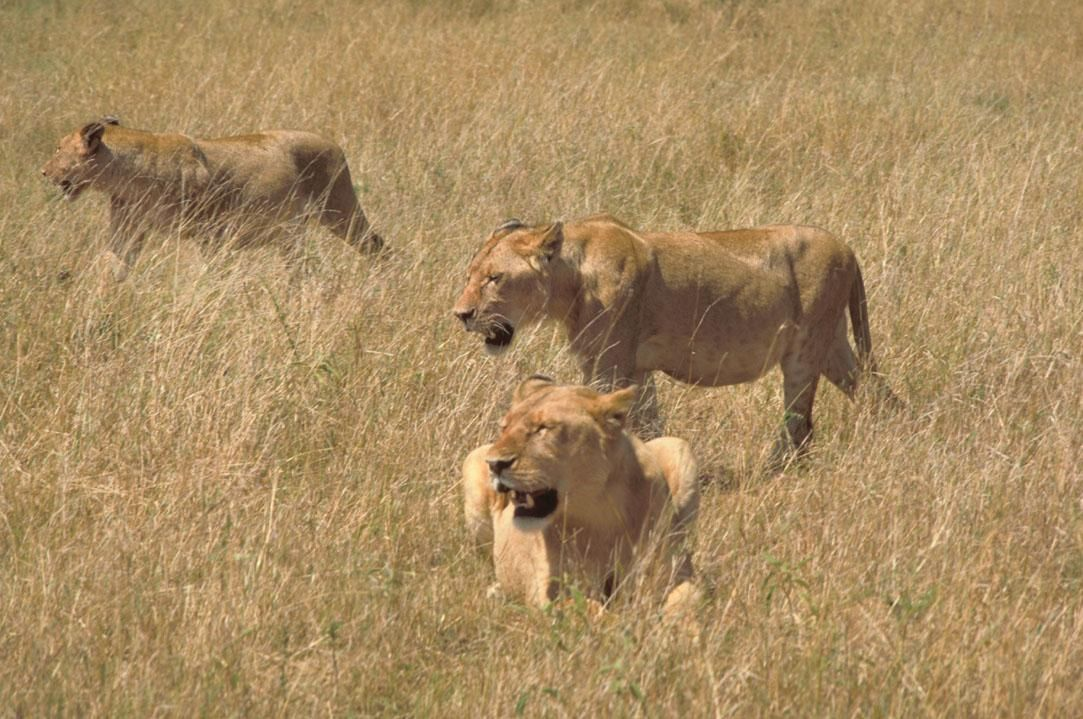
Leonas cazando en grupo.

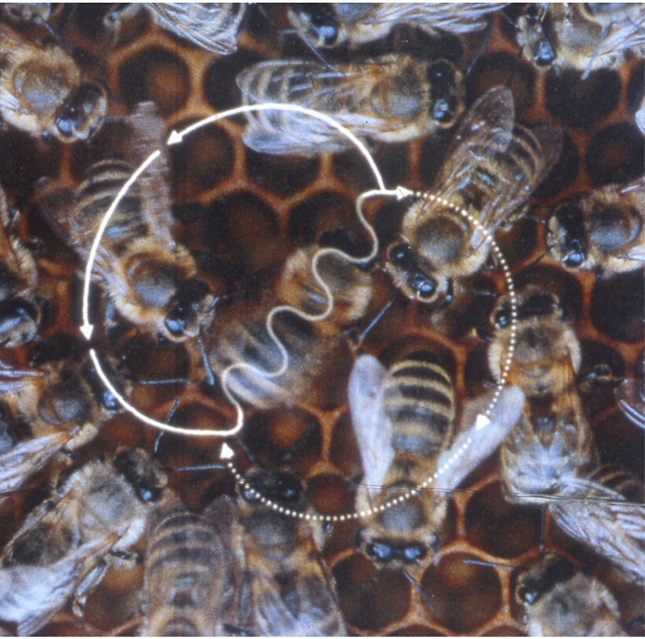
Comunicación entre abejas y una colmena mediante movimientos (o "danza").

Animal social es un término vagamente definido para un organismo animal que es altamente interactivo con otros miembros de su especie hasta el punto de tener una distinta y reconocible sociedad.
Todos los animales son sociales hasta cierto punto, la reproducción sexual requiere animales que se pongan en contacto para aparearse, y en animales mostrando algún grado de cuidado parental hay una mínima unidad social de uno o más parientes y sus crías. El término "animal social" suele emplearse sólo cuando hay un nivel de organización social que va allende de esto, con grupos permanentes de adultos viviendo juntos, y relaciones entre individuos que duren de un encuentro a otro.
El comportamiento y la organización de los animales sociales se estudia en psicología comparativa, etología, sociobiología, ecología de la conducta y ciencias de la computación (inteligencia artificial). Las materias típicas en comportamiento social son:
- ¿Cuál es el tamaño típico del grupo? ¿qué factores limitan el tamaño del grupo? ¿qué factores dirigen la unión y separación de los grupos?
- ¿Muestran las especies territorialidad? si es así, ¿de qué extensión? si los territorios se mantienen, ¿cuál es su propósito? ¿se mantienen por un individuo o por un grupo?
- ¿Son estas relaciones sociales de dominancia permanentes dentro del grupo? ¿hay alguna pauta dentro de ellos?.

Unas pocas especies, insectos del orden Hymenoptera (hormigas, abejas y avispas) e Isoptera (termitas) muestran una forma extrema de sociabilidad, siendo unas sociedades altamente organizadas, con individuos especializados para diferentes roles. Esta forma de conducta social se conoce como eusocialidad. Algunos vertebrados, más notablemente la rata topo desnuda, son también eusociales.
Algunos animales cuya conducta social es de un interés particular:
- Primates (su comportamiento social es el campo principal de estudio de la primatología):

- Humanos (Homo sapiens) la definición aristotélica de hombre es "animal político" (zoon politikon  ζῷον πoλίτικoν), es decir, el que tiene vida social, el que vive en polis (término que designa a los grupos humanos de cierto nivel de complejidad -ciudades, Estados-). De hecho, en la antropología tradicional, hoy obsoleta, la condición plenamente "humana" no se consideraba alcanzada por el "hombre primitivo", sino por el "hombre civilizado" (en una evolución gradual de los grupos humanos que pasaba del "salvajismo" a la "barbarie" para llegar a la "civilización"). La antropología moderna y la paleoantropología, que incluye el concepto de hominización como proceso de evolución biológico y cultural dentro del género Homo, está describiendo la evolución de los rasgos sociales en las especies humanas ya extintas; y utiliza los datos del estudio de las sociedades en otras especies de primates (Leakey, Dian Fossey, Jane Goodall).
- Gorilas (Gorilla gorilla)
- Chimpancés (Pan troglodytes)
- Bonobos (Pan paniscus)

- Otros mamíferos (mamíferos sociales, véase Mammalia#Comportamiento social):

- Lobos y perros (Canis lupus)
- Leones (Panthera leo)
- Elefantes (Elephantidae)
- Équidos (Equidae)
- Perrillos de las praderas (Cynomys)
- Suricatas (Suricata suricatta)
- Mamíferos marinos

- Orcas (Orcinus orca)
- Delfines (Delphinidae)
- Ballenas (Balaenidae)

- Aves sociales (véase inteligencia de las aves)

- Cuervos (Corvus)
- Loros (Psittacidae)
- Pingüinos (Spheniscidae)
- Tejedor social de Cabanis (Pseudonigrita cabanisi)
- Tejedor social de Arnaud (Pseudonigrita arnaudi)
- Tejedor republicano (Philetairus socius)

- Insectos sociales

- Termitas (Isoptera)
- Hormigas (Formicidae)
- Abejas (Anthophila)
- Avispas (Vespidae)